# Landrecht

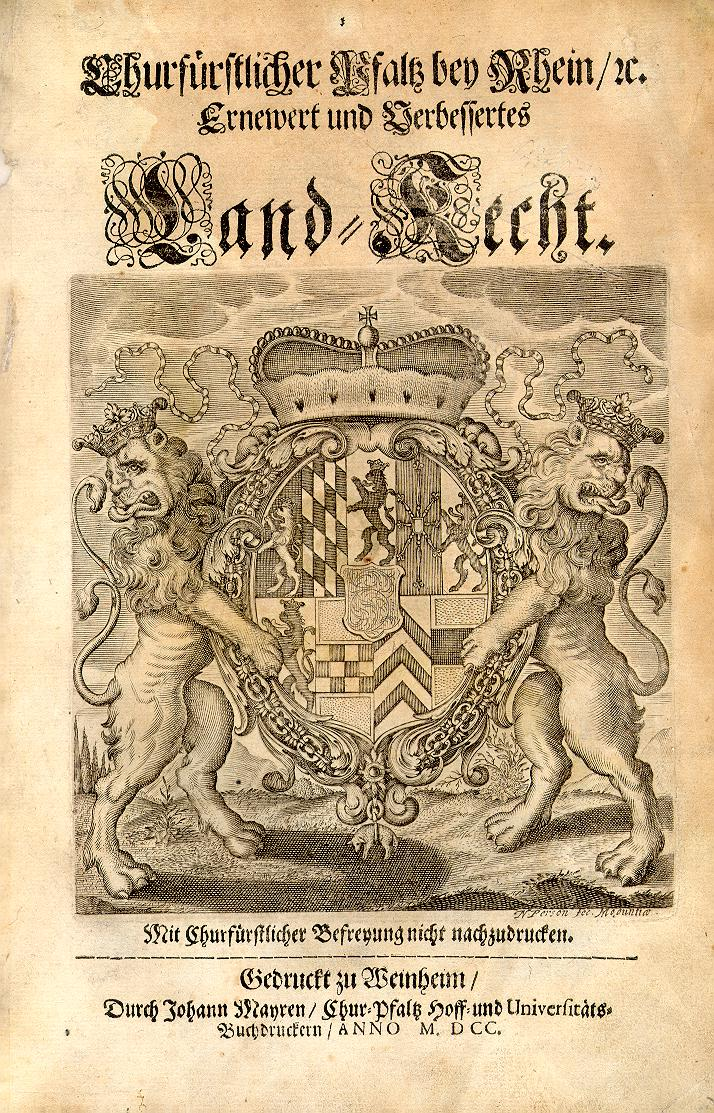
Édition du Landrecht du Palatinat du Rhin en 1700.

Le Landrecht (allemand: [lantˌʁɛçt], "droit coutumier de la région",pluriel: Landrechte) était la loi qui s’appliquait au sein du Saint Empire romain germanique au Moyen Âge et au début de l’époque moderne. Les lois d'état qui ont émergé dans les territoires de l'empire à partir du XIIe siècle ont été développées à partir des lois tribales plus anciennes des Saxons, des Souabes, des Bavarois et des Bohémiens. À travers les privilèges et les lois adoptées par les princes territoriaux ainsi que par la jurisprudence des tribunaux de Landgerichte ou des États, ces anciens droits ont été complétés et développés. Plus tard, le droit romain fut également accepté et incorporé dans le Landrecht. Le Landrecht ne s’appliquait aux habitants d’une ville que de manière secondaire, car elles relevaient principalement du droit municipal et de la juridiction autonome de leurs communautés.
Le Bürgerliches Gesetzbuch a définitivement fin à ce droit.